# کاسینا د پکی
کاسینا د پکی (به ایتالیایی: Cassina de' Pecchi) یک کومونه در ایتالیا است که در استان میلان واقع شده‌است. کاسینا د پکی ۷٫۶۰ کیلومتر مربع مساحت و ۱۳٬۵۴۰ نفر جمعیت دارد و ۱۳۰ متر بالاتر از سطح دریا واقع شده‌است.